# Abraão Ribeiro
Abraão Ribeiro (Santos, 17 de enero de 1883 - São Paulo, 29 de agosto de 1957) fue un abogado y político brasileño. Ocupó el cargo de Alcalde de São Paulo entre 1945 y 1947.
Hijo de Francisco de Paula Ribeiro y Mária Isabel Coutinho Ribeiro. En 1901 ingresó a la Facultad de Derecho del Largo de São Francisco pero en 1906 se cambió a la Facultad Libre de Ciencias Sociales de Río de Janeiro. Entre 1907 y 1910 estudió en Berlín. Se casó en Alemania con MArta Schlesinger, hija de un banquero de origen ucraniano. A su vuelta al Brasil se estableció en São Paulo donde abrió su oficina de abogado y del que sería elegido concejal en 1936. Renunció al cargo público para atender sus propios negocios. Ocupó la Secretaría del Estado de Seguridad Pública entre el 25 de julio al 30 de julio de 1931. 
En 1945 fue nombrado alcalde de São Paulo por el interventor federal José Carlos de Macedo Soares en reemplazo del ingeniero Prestes Maia.
Falleció en São Paulo, el 29 de agosto de 1957 y fue sepultado en el Cementerio de la Consolación.